# ㅸ
ㅸ是一个已经廢除的朝鲜语谚文字母。该字母是一个复合辅音字母，由ㅂ下加ㅇ组成。
ㅸ在训民正音创制时使用。在中古朝鲜语中，此音节作为初声时的读音为浊双唇擦音β。作为终声时，与下一音节连读，从而实际读作w。后来由于朝鲜语的音韵变化，在15世纪中叶（世祖在位期间）以后就没有人使用了。
今日在吉阿吉阿语采用谚文为表记文字。该语言的正字法中特别恢复使用一个现代韩语弃用的旧字母“ㅸ”以标示浊双唇擦音[β](v)。“ㅸ”在一般时表示v，在特殊时表示w，发音相同，罗马字不同[尤其是v，w]。

## 字符編碼
| 種類                | 種類         | 用途   | Unicode | HTML     |
| ------------------- | ------------ | ------ | ------- | -------- |
| 諺文相容字母        | 諺文相容字母 | ㅸ     | U+3178  | &#12664; |
| 諺文字母 應用       | 初聲         |        | U+112B  | &#4395;  |
| 諺文字母 應用       | 終聲         |        | U+11E6  | &#4582;  |
| 漢陽私人 使用區應用 | 初聲         |        | U+F7C0  | &#63424; |
| 漢陽私人 使用區應用 | 終聲         |        | U+F8C5  | &#63685; |
| 半形字母            | 半形字母     | （無） | （無）  | （無）   |